# Триоп (Тесалия)
Вижте пояснителната страница за други значения на Триоп.
Триоп (на старогръцки: Τριόπας, Triopas) в гръцката митология е герой от Илиадата, цар на Тесалия. Той е син на Посейдон и Канака, дъщерята на Еол и Енарета.
Той се жени за Хисцила, дъщеря на Мирмидон, и баща на Ифимедея, Форбант и Ерисихтон. Според Омир той участва в Троянската война и пада убит пред Троя.